# Liste der Baudenkmale in Maasen
In der Liste der Baudenkmale in Maasen sind alle Baudenkmale der niedersächsischen Gemeinde Maasen aufgelistet. Die Quelle der Baudenkmale ist der Denkmalatlas Niedersachsen. Der Stand der Liste ist der 25. März 2021.

## Allgemein
In den Spalten befinden sich folgende Informationen:
- Lage: die Adresse des Baudenkmales und die geographischen Koordinaten. Kartenansicht, um Koordinaten zu setzen. In der Kartenansicht sind Baudenkmale ohne Koordinaten mit einem roten Marker dargestellt und können in der Karte gesetzt werden. Baudenkmale ohne Bild sind mit einem blauen Marker gekennzeichnet, Baudenkmale mit Bild mit einem grünen Marker.
- Bezeichnung: Bezeichnung des Baudenkmales
- Beschreibung: die Beschreibung des Baudenkmales. Unter § 3 Abs. 2 NDSchG werden Einzeldenkmale und unter § 3 Abs. 3 NDSchG Gruppen baulicher Anlagen und deren Bestandteile ausgewiesen.
- ID: die Objekt-ID des Baudenkmales
- Bild: ein Bild des Baudenkmales, ggf. zusätzlich mit einem Link zu weiteren Fotos des Baudenkmals im Medienarchiv Wikimedia Commons. Wenn man auf das Kamerasymbol klickt, können Fotos zu Baudenkmalen aus dieser Liste hochgeladen werden:

## Maasen

### Gruppe: Hofanlage Mesloh 4
Die Gruppe „Hofanlage Mesloh 4“ hat die ID 34627787.

| Lage                                 | Bezeichnung              | Beschreibung                                                            | ID       | Bild |
| ------------------------------------ | ------------------------ | ----------------------------------------------------------------------- | -------- | ---- |
| Mesloh 4 52° 40′ 31″ N, 8° 54′ 18″ O | Wohn-/Wirtschaftsgebäude | Das Zweiständer-Hallenhaus steht unter einem Krüppelwalmdach.           | 34437623 |      |
| Mesloh 4 52° 40′ 30″ N, 8° 54′ 18″ O | Scheune                  | Die Fachwerkscheune mit Quereinfahrt steht unter einem Krüppelwalmdach. | 34437645 |      |
| Mesloh 4 52° 40′ 30″ N, 8° 54′ 19″ O | Stall                    | Der Fachwerkstall mit Ladeluke steht unter einem Krüppelwalmdach.       | 34437666 |      |

### Einzelbaudenkmale
| Lage                                    | Bezeichnung | Beschreibung | ID       | Bild           |
| --------------------------------------- | ----------- | --- | -------- | -------------- |
| Huckstedt 45 52° 40′ 59″ N, 8° 54′ 0″ O | Mühle       | Ursprünglich sollte die Windmühle „Magarethe“ als Galerieholländer-Windmühle betrieben werden. Sie war eine Erdholländerwindmühle, die um 1880 errichtet wurde. Die Galerie befindet sich auf der Höhe der umliegenden Dächer. Im Inneren ist die Mahltechnik großteils vorhanden. Die Flügel wurden 1944 mit der Windrose umgebaut. | 34437603 | Weitere Bilder |